# Rio Marroccu de Siliqua
Il rio Marroccu de Siliqua, denominato rio de Sa Giorba nel suo tratto terminale, è un corso d'acqua a regime torrentizio della Sardegna meridionale, nei monti del Sulcis. Fa parte del bacino imbrifero del lago Medau Zirimilis, che attraverso il rio de Su Casteddu confluisce nel Cixerri. Insieme al rio Fenugus, rappresenta il principale affluente del rio Camboni.
Nasce dalle pendici settentrionali del monte Genna Strinta e percorre inizialmente il settore orientale del bacino imbrifero in direzione N-NE, aggirando il complesso montuoso del monte Arcosu, fino a spostarsi al centro del bacino idrografico. Da questo punto, prosegue in direzione nord per confluire nel Camboni. Il Marroccu ha un bacino imbrifero piuttosto stretto, in senso est-ovest, e raccoglie principalmente le acque di deflusso del versante occidentale dello spartiacque che si estende dal monte Genna Strinta al monte Arcosu.
La sua portata è alimentata soprattutto da affluenti di destra, che scorrono per circa 100-200 metri in pendii piuttosto scoscesi a causa della geomorfologia accidentata del territorio.
Il tratto iniziale del Marroccu segue il confine occidentale della riserva WWF di monte Arcosu, in una località paesaggisticamente suggestiva per le formazioni granitiche che si estendono dal monte Lattias al monte Arcosu. La zona, denominata  S'Arcu de Marroccu, a circa 650 m di altezza, rappresenta l'unico valico naturale che collega, attraverso la stretta valle del rio Sa Canna, il bacino idrografico del rio Santa Lucia a quello del lago Medau Zirimilis, superando una cresta montuosa e impervia mediamente alta dai 750 ai 1000 metri. La località è una delle mete ricercate per l'escursionismo a piedi o in mountain bike e per l'avvistamento della fauna.

## Cartografia di riferimento
- Cartografia Piano Paesaggistico Regionale, in Sardegna 2D. URL consultato il 16-07-2007 (archiviato dall'url originale il 29 giugno 2007). (Ortofoto IT2006, scala 1:2000, collegata a cartografia IGM e carta idrografica della Sardegna)
- Tavolette IGM (scala 1:25000): Foglio 556, Sezioni II (Assemini) e III (Monte Rosas); Foglio 565, Sezioni I (Capoterra) e IV (Narcao).